# نورینا ماچابلی
نورینا ماچابلی (ایتالیایی: Norina Matchabelli؛ ‏ ۳ مارس ۱۸۸۰ – ۱۵ ژوئن ۱۹۵۷) بازیگر، ناشر و عطرساز اهل ایتالیا و از شاگردان مهربابا بود.
به‌یادماندنی‌ترین اجرای او، نقش مریم مقدس در نمایش اصلیِ شگفت‌انگیز و پانتومیم معجزه بود؛ نمایشی که توسط کارل فولمولر نوشته شده بود و او در سال ۱۹۰۴ با وی ازدواج کرد. این نمایش ابتدا در آلمان تولید شد و در تاریخ ۲۳ دسامبر ۱۹۱۱ در سالن المپیا، لندن افتتاح شد.  در تاریخ ۲۳ دسامبر ۱۹۲۳، این نمایش در تئاتر برادوی در شهر نیویورک روی صحنه رفت و سپس در تورهایی در دیترویت، میلواکی و دالاس به اجرا درآمد.
‏در نسخه نیویورک، او به‌صورت نوبتی هر شب با لیدی دیانا کوپر، یکی از زیبایان بین‌المللی آن دوره، ایفای نقش می‌کرد. در مجموع، نورینا بیش از ۱٬۰۰۰ اجرای این نمایش را بر عهده داشت.
از فیلم‌هایی که وی در آن نقش داشته است، می‌توان به معجزه و گم‌گشته در تاریکی اشاره کرد.